# (26716) 2001 HZ3
2001 إتش زد 3 (ويعرف أيضًا باسم (26716) 2001 إتش زد 3 وفق تسمية الكوكب الصغير) (بالإنجليزية: 2001 HZ3)‏ هو كويكب ضمن حزام الكويكبات؛ وترتيبه 26716 من حيث الاكتشاف.
اكتُشف هذا الجُرم الفلكي بواسطة جون بروفتون في 18 أبريل 2001.

## وصلات خارجية
- (26716) 2001 HZ3 في قاعدة بيانات مختبر الدفع النفاث لأجرام النظام الشمسي الصغيرة

- الاكتشاف · مخطط المدار ·  العناصر المدارية · المعلمات المادية

- (26716) 2001 HZ3 على موقع ويكي سكاي: DSS2, SDSS, GALEX, IRAS, Hydrogen α, X-Ray, Astrophoto, Sky Map, Articles and images